# Emanuel Chalupný
Emanuel Chalupný (14. prosince 1879 Tábor – 27. května 1958 Tábor) byl český pedagog, advokát, sociolog, spisovatel, jazykovědec. Zabýval se vztahem sociologie, filosofie a práva a usiloval o vytvoření přesného sociologického pojmosloví a sociologické metodologie. Byl spoluzakladatelem (1942) Sociologického ústavu, spoluzakladatelem (1925) a později předsedou Masarykovy sociologické společnosti, členem a viceprezidentem (1934–1935) Mezinárodního sociologického ústavu v Paříži. Byl také významným veřejným činitelem ve svém rodném městě.

## Mládí a studia
Emanuel Chalupný studoval na táborském gymnáziu (mj. i u prof. Augusta Sedláčka), již v té době se teprve sedmnáctiletý student jevil jako schopný vědecký talent a začal psát studie (např. o české národní povaze, o Jungmannovi, „O modernosti a pokroku vědeckém, uměleckém a mravním“), které později použil k rozpracování. Maturoval v roce 1898 a ve studiích pokračoval na právnické a filosofické fakultě české univerzity v Praze (1898–1903). Jeho profesorem byl také Albín Bráf a T. G. Masaryk, který se stal pro studenta autoritou. Kladně hodnotil Chalupného nadání a schopnosti; přemluvil ho, aby vedl (v roce 1903) v tiskovém orgánu Masarykovy strany – redakci deníku Čas vnitropolitickou rubriku. Emanuel Chalupný také vstoupil do strany a byl zvolen do jejího vedení. Kvůli své tvrdé kritice (později označené za většinou pravdivou) šéfredaktora Času Jana Herbena se dostal do polemik s J. S. Macharem a 1904 demonstrativně vystoupil ze strany. Během studijního pobytu Chalupný stále udržoval čilé kulturní a politické styky s rodným Táborem. V roce 1903 ukončil studium promocí a stal se doktorem práv.

## Praxe
JUDr. Chalupný vykonával právní praxi v letech 1904–1905 jako kandidát advokacie v Mladé Boleslavi u JUDr. Krouského a ve Velvarech u JUDr. Libicha, ale ani zde nepřerušil své styky s Prahou a Táborem. V letech 1906–1910 byl v Praze koncipientem u známého advokáta JUDr. Václava Boučka a poté u JUDr. Eduarda Kalabise, v té době také redigoval pražský týdeník Přehled. Chalupný zde získal řadu cenných profesních zkušeností, např. v tehdy proslaveném defraudačním procesu s představiteli Svatováclavské záložny. Po složení advokátských zkoušek si otevřel vlastní advokátní kancelář v Táboře (1910–1928). Zastupoval především lidi z venkova a také město samotné. Byl taktéž zástupce svých přátel ze sféry umění (např. F. X. Šalda či O. Březina). V roce 1929 propůjčil svoji licenci na kratší dobu advokátní kanceláři JUDr. Václava Skládaného. Z příjmů své advokátní praxe celou dobu Chalupný čerpal prostředky jak na svoji velmi skrovnou obživu, tak na financování vědecké, literární a publikační činnosti, také na svoji velkou vášeň – turistiku a cestování. Často také zdarma zastupoval osoby, které by si jinak advokáta nemohly dovolit.

## Pedagog
Emanuel Chalupný nebyl oblíben u soudů, ani v akademických a vlivných kruzích, kde si nadělal houfy nepřátel – zejména pro svůj silný smysl pro spravedlnost. Zásadový byl i v teorii, např. nejen kvůli metodologii, ale ve skutečnosti kvůli zcela odlišnému přístupu k právu (sociologizujícímu proti čistě normativnímu) proběhla zásadní a osobními antipatiemi nakonec poznamenaná diskuze s představiteli brněnské normativní školy, zejména Weyrem a také Englišem. To se odrazilo také v jeho akademické kariéře, na pražské právnické fakultě byl vyzván v roce 1916 k habilitaci, ale po čtyřletém jednání byla jeho žádost zamítnuta bez udání důvodu. Habilitaci nakonec udělal díky porozumění filosofické fakulty Masarykovy univerzity v Brně roku 1923 (brněnská katedra sociologie vznikla na Masarykově univerzitě v roce 1921, patří k nejstarším sociologickým pracovištím v Evropě a působila zde celá řada významných českých sociologů; pod dlouholetým vedením Inocence Arnošta Bláhy, jednoho ze zakladatelů české sociologie, se „Brněnská sociologická škola“ stala v dějinách české sociologie pojmem). Také z v roce 1921 přislíbené profesury sociologie na nové Univerzitě Komenského v Bratislavě sešlo a tak Chalupný působil od roku 1923 jako docent sociologie na univerzitě v Brně a v roce 1924 se také habilitoval v oboru sociologie na české technice v Praze. V roce 1928 byl jmenován profesorem sociologie na Svobodné škole politických nauk v Praze, která však neměla statut vysoké školy, a až v roce 1936 se stal mimořádným profesorem sociologie na filosofické fakultě Masarykovy univerzity v Brně. Častěji a více však pedagogicky působil v Praze (mimo Univerzitu Karlovu). V Brně přednášel ještě v letech 1945–1950, pak jeho vysokoškolská pedagogická činnost skončila.

## Dílo
Emanuel Chalupný byl vynikající osobností českého vědeckého života a české kultury první poloviny 20. století. Jako žák T. G. Masaryka pokračoval v rozvíjení sociologie – vědy, jejíž základy Masaryk v českých zemích spoluvytvářel. Výsledkem jeho celoživotního úsilí bylo devět svazků systematické Sociologie, věnovaných jednotlivým aspektům této vědy. Je to dosud nejrozsáhlejší dílo z tohoto oboru v Česku. Dostalo se mu uznání i v zahraničí překladem některých jeho částí. Významná je jeho činnost jak vědecká, tak organizační. Byl jedním ze zakladatelů Sociologického ústavu, posledním předsedou Masarykovy sociologické společnosti až do jejího zrušení v roce 1939 a hlavním vydavatelem (spolu s I. A. Bláhou a J. L. Fischerem) Sociologické revue. Vědce a spisovatele Chalupného v mnohém poznamenaly totalitní režimy – po skončení nacistické cenzury ještě v letech 1945 až 1948 vydal několik nových knih, ale po politické změně v Československu v únoru 1948 byl zbaven možnosti publikovat. Odkaz jeho práce zůstává v mnohém živý, nejen vědci a kulturní odborníci se k němu vracejí.
Chalupný zpracoval rozsáhlé vědecké dílo v oblasti historie a dějin české kultury. Je autorem objevných studií o Josefu Jungmannovi, Miroslavu Tyršovi, Vítězslavu Hálkovi, Josefu Václavu Sládkovi, Josefu Holečkovi, Otokaru Březinovi, Františku Bílkovi, ale především o Karlu Havlíčkovi Borovském v řadě dílčích prací a obsáhlé monografii.

### Výběr z díla
- Národní povaha česká (1907, 1908)
- Havlíček (1908)
- Jungmann (1909)
- Karel Havlíček (1911)
- Vznik české strany pokrokové (1911)
- Josef Jungmann. Monografie (1912)
- Vltava (1914)
- Havlíčkova osobnost, její ovzduší a kořeny (1916)
- Sociologie (I. 1916 a 1933; II. 1922; III. 1919 a 1937; IV. 1921, 1939 a 1941; V. 1917)
- Josef Václav Sládek a lumírovská doba české literatury (1916)
- Osudy české sociologie (1918)
- Josef Holeček (1922)
- Žižka (1924)
- Dílo Josefa Holečka (1926)
- Husitství, Táboři a prof. Pekař (1928)
- Sociologie a filosofie práva a mravnosti (1929)
- Vody (1929)
- Národní filosofie česká (I. 1935, II. 1938)
- Národní povaha československá (1932, 1935)
- Masaryk jako sociolog (1937)
- Národní filosofie československá II. Náš národní úkol (1938)
- Literární historie a sociologie (1943)
- Logika věd (1945)
- Sociologie pro každého (1948)

Kompletní vědecká, odborná, publicistická a literární tvorba je přehledně chronologicky uvedena v knize Emanuel Chalupný, česká kultura, česká sociologie a Tábor (1999, str. 273 až 387).

## Chalupný a Tábor

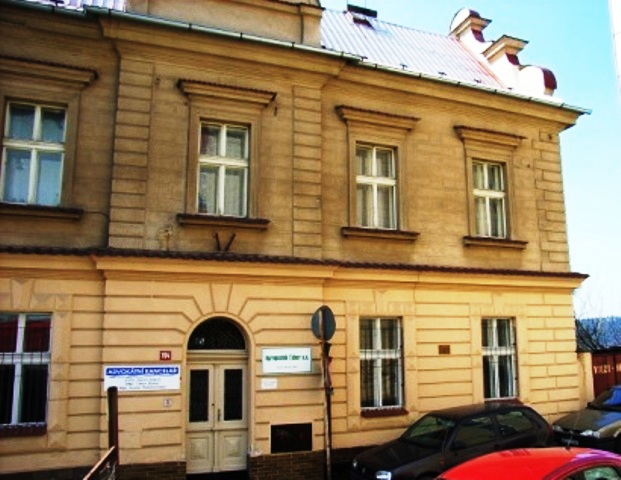
Ústecká ul. č. 704 (u Křižíkova nám) v Táboře, kde prof. Chalupný žil

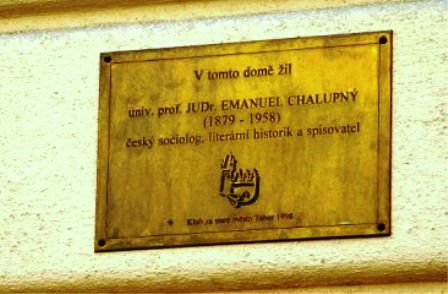
Pamětní deska, odhalena 2. 10. 1998

Emanuel Chalupný bydlel celý život v rodném městě, angažoval se v jihočeském regionálním hnutí, působil ve funkci náměstka starosty a redigoval časopis Trocnov. Jedna z jeho prvních sociologických prací (1903) se váže právě k Táboru (Poměry dělnictva táborského), spolupracoval na ní s místním lékařem a vlastencem MUDr. Josefem Pavlíkem. Táborská kultura a tělovýchova čerpala z jeho práce a vědomostí. Vztah k rodnému městu vyjádřil v práci 100 vycházek do okolí Tábora (1913) a svými historickými studiemi. Jako průkopník vodní turistiky napsal dvě poutavé knihy: Vltava a Vody. Má zásluhu na založení odboru táborských skautů. Iniciativně zasahoval také do místní komunální politiky („Boj za župu táborskou a obecní politika“ z roku 1920 a „Reforma veřejné správy a rozdělení krajů“ z roku 1919). V Táboře se setkával také se svým profesním kolegou a známým literátem JUDr. Jaroslavem Mariou, který se o Chalupném kladně vyjadřoval.
Čtyřicet let po smrti prof. Chalupného mu byla v Ústecké ulici v Táboře odhalena pamětní deska. U příležitosti výročí úmrtí vydalo město Tábor spolu s Vysokou školou evropských a regionálních studií publikaci Emanuel Chalupný, česká kultura, česká sociologie a Tábor. Soubor obsahuje příspěvky ze stejnojmenného sympozia uspořádaného v říjnu roku 1998 v Táboře. Jeho posláním bylo věnovat obnovenou pozornost dílu a osobnosti Emanuela Chalupného, po dlouhou dobu vystavené nepřízni doby.